# 国道96号線
国道96号線（Þjóðvegur 96）あるいはスズルフィアルザヴェグル (Suðurfjarðavegur) は、アイスランドの東地方を走る国道である。レイザルフィヨルズル西部を起点とし、ファウスクルーズスフィヨルズル・トンネルを経てファウスクルーズスフィヨルズルを通過する。その後はストーズヴァルフィヨルズルを海岸沿いに走り、ブレイズダルスヴィークに至る。